# 長沙の戦い
1944年の長沙の戦い（ちょうさのたたかい、または長沙衡陽作戦、中国語：長衡會戰）は、日中戦争末期に日本軍が中華民国湖南省に侵攻した戦闘で、長沙と衡陽への侵攻の2つがある。
日本軍は「一号作戦」（大陸打通作戦）の一環として、日本本国と満洲から兵力の大部分を移駐させた。これは、日本が占領した満洲、朝鮮半島と東南アジアの陸路と鉄道の回廊を確立し、アメリカ軍の日本本土空襲を回避させることであった。

## 目標
長沙は湖南省の省都であり、湖南-貴州-広西の三省鉄道と広東-武漢の鉄道の重要な分岐点である。衡陽はまた、三省鉄道の上にあり、広東-武漢鉄道に非常に近い。さらに洞庭湖と長沙、衡陽、凌桥の3つの都市は湘江でつながっている。長沙、衡陽の郊外を制圧することは双方にとって急務であった。
日本軍の戦術目標は、湖南-貴州-広西の鉄道と中国南部地域の確保であった。また、アメリカ空軍は、鉄道沿いのいくつかの航空基地に戦闘機と爆撃機を駐留させた。クレア・リー・シェンノート准将率いるアメリカのフライング・タイガースは、中国と台湾の日本軍に大きな損害を与え、日本本土への空爆を開始することができたのである。そこで日本軍は陸軍を使用して連合国空軍の基地を攻撃することを決定した。支那派遣軍総司令官畑俊六の命令により、武漢に駐留していた日本第11軍は長沙を攻撃し、三省鉄道を経由して南西に進撃する命令を与えられた。その後、広東から日本第6方面軍と合流することになる。結局この作戦は第11軍の横山勇中将に、4個師団と3個旅団で強化された5個師団を率いさせることにし、畑俊六は作戦終了まで武漢に留まることにした。

## 衛陽の戦い
日本軍の2つ師団は衡陽を包囲するために移動したが、中国軍の激しい抵抗に遭い苦戦した。衡陽激戦区での苦戦は、東条内閣の崩壊を早めることになった。1944年7月9日のサイパン島喪失と同時に、東条とその内閣は1944年7月18日に総辞職した。同年7月22日、小磯内閣が発足した。
1944年8月、日本軍は、空爆支援を受けて再び衡陽を攻撃した。中国軍は地元の知識を生かし、高さ4メートルにも及ぶバリケードを築いて猛烈に抵抗した。中国軍の防御は知的に構築され、火力を最大化した。このため日本軍の第68師団と第116師団は士気を失い、撤退の準備に入った。しかし、日本軍第58師団が中国軍が守る北西の外郭に侵入すると士気は高まっていき攻撃が再開された。これにより中国からの援軍は何度も衡陽に到達しようとしたが、日本の第27、34、40、64の4個師団に阻まれた。
日本軍は最終的に中国第10軍団長の方先覚を捕らえ、第10軍団が1万7千人から3千人（負傷者を含む）にまで壊滅した後、1944年8月8日に衡陽は陥落し、これで長沙・衡陽の戦いは終了した。

## 結果
47日間の激戦の後、日本軍は衛陽や長沙を占領することができたが、日本の犠牲者は多かった。第68師団と第116師団は戦闘力を失い、守備隊に配置換えとなった。したがって衡陽などを損失したのにも関わらず、中国北方部隊は勢力を拡大することができた。さらに、アメリカ陸軍航空隊は、長沙の戦いの最中の1944年7月に、上記の中国の航空基地にあった爆撃機をすべて、新たに占領したサイパンに移駐させた。サイパンからアメリカ航空艦隊は日本本土への空爆を開始した。この作戦における日本の戦略的作戦の一つである本土空襲防止は、太平洋におけるアメリカ軍による作戦によって、完全に意味のない物となってしまった。
中国陸軍側では、この一連の攻撃によって、蔣介石への忠誠を誓う二軍団（第四軍団、第十軍団）を失った。この後日本軍第11軍は順次、霊陵を目指し、1944年9月4日に奪取、11月10日に桂林を制圧した。中国政府は、日本軍に満洲からの完全撤退を迫り続けた。日本軍は苦肉の策として、1945年4月にできるだけ多くの軍隊を集め、四川への道を開くために湖南の西にある重慶に侵攻した。部隊は中国軍の待ち伏せにより迎撃されほぼ全滅し、戦局は一転した。その後、日本軍は芷江作戦の時に中国に降伏した。